# Plestiodon longirostris
Plestiodon longirostris är en ödleart som beskrevs av  Cope 1861. Plestiodon longirostris ingår i släktet Plestiodon och familjen skinkar. IUCN kategoriserar arten globalt som akut hotad. Inga underarter finns listade i Catalogue of Life.